# 科丘巴耶夫
科丘巴耶夫是吉尔吉斯斯坦奥什州阿拉万区下辖的一个村。根据2009年吉尔吉斯共和国人口普查，全村人口为5,004人。